# Los Nogales, Nuevo León
Los Nogales är en ort i Mexiko.   Den ligger i kommunen Aramberri och delstaten Nuevo León, i den centrala delen av landet, 500 km norr om huvudstaden Mexico City. Los Nogales ligger 1 081 meter över havet och antalet invånare är 107.
Terrängen runt Los Nogales är kuperad åt sydost, men åt nordväst är den bergig. Los Nogales ligger nere i en dal. Runt Los Nogales är det mycket glesbefolkat, med 4 invånare per kvadratkilometer. Närmaste större samhälle är La Aldea, 5,7 km söder om Los Nogales. I omgivningarna runt Los Nogales växer huvudsakligen savannskog.